# Santa Barbara (Schiff, 2023)
Die Santa Barbara, auch USS Santa Barbara (Kennung: LCS-32), ist ein Littoral Combat Ship (Fregatte) der Independence-Klasse der United States Navy. Das Schiff ist nach der Stadt Santa Barbara im US-amerikanischen Bundesstaat Kalifornien benannt.

## Geschichte
Die spätere Santa Babara wurde am 27. Oktober 2020 als sechzehntes Schiff der Klasse bei der Werft Austal USA in Mobile im US-Bundesstaat Alabama auf Kiel gelegt. Der Stapellauf erfolgte am 13. November 2021 und die Indienststellung am 1. April 2023 in der Naval Base Ventura County (Port Hueneme).